# Neoptychodes candidus
Neoptychodes candidus är en skalbaggsart som först beskrevs av Bates 1885. Neoptychodes candidus ingår i släktet Neoptychodes och familjen långhorningar.
Artens utbredningsområde är:
- Costa Rica.
- Panama.

Inga underarter finns listade i Catalogue of Life.